# Nordre Ringvej (Rønne)
 For alternative betydninger, se Nordre Ringvej. (Se også artikler, som begynder med Nordre Ringvej)
Nordre Ringvej  er en to sporet ringvej, der går igennem det nordlige Rønne. Den er med til at lede trafikken nord om Rønne Centrum, så byen ikke bliver belastet af for meget gennemkørende trafik.
Vejen forbinder Haslevej i nord med Torneværksvej i syd, og har forbindelse til Blykobbevej.